# Rafael Fernández Pérez
Rafael Fernández Pérez (Valencia, 13 de junio de 1980) más conocido por Rafa es un exfutbolista de fútbol sala que jugaba como portero , tuvo una trayectoria fantástica con sus equipos y con la selección española. 
Actualmente es segundo entrenador del Jimbee Cartagena en primera división española de fútbol sala. Además, también entrena a las porteras de la Universidad de Alicante que forman parte de la primera división de fútbol sala femenino.
A parte, dirige su propia escuela de porteros de fútbol sala que tiene diferentes sedes en Murcia y Alicante.